# Lista de freguesias da Região de Aveiro
Esta é uma lista de freguesias da subregião da Região de Aveiro, ordenadas alfabeticamente dentro de cada município e por população dos anos de 2011 e 2021, através dos censos.
A subregião da Região de Aveiro pertence à Região do Centro, que registou, através dos censos de 2021, uma população de 367.455 habitantes, dividido entre 11 municípios e em 74 freguesias.

## Freguesias por município
A Região de Aveiro é uma subregião dividido entre 11 municípios, sendo o município da Águeda com o maior número de fregesias da subregião, tendo 11 freguesias, e os munícipos de Ílhavo, Murtosa e Oliveira do Bairro com o menor número de fregesias da subregião, tendo todas 4 freguesias.
| Município          | Número de Freguesias |
| ------------------ | -------------------- |
| Águeda             | 11                   |
| Albergaria-a-Velha | 6                    |
| Anadia             | 10                   |
| Aveiro             | 10                   |
| Estarreja          | 5                    |
| Ílhavo             | 4                    |
| Murtosa            | 4                    |
| Oliveira do Bairro | 4                    |
| Ovar               | 5                    |
| Sever do Vouga     | 7                    |
| Vagos              | 8                    |
| Região de Aveiro   | 74                   |

## Lista de freguesias
Esta é uma lista de todas as 74 freguesias da subregião da Região de Aveiro.
| Freguesia                                           | Município          | População | População |
| Freguesia                                           | Município          | 2011      | 2021      |
| --------------------------------------------------- | ------------------ | --------- | --------- |
| Aguada de Cima                                      | Águeda             | 4.013     | 3.894     |
| Águeda e Borralha                                   | Águeda             | 13.576    | 13.710    |
| Barrô e Aguada de Baixo                             | Águeda             | 3.209     | 3.088     |
| Belazaima do Chão, Castanheira do Vouga e Agadão    | Águeda             | 1.611     | 1.416     |
| Fermentelos                                         | Águeda             | 3.258     | 3.028     |
| Macinhata do Vouga                                  | Águeda             | 3.406     | 3.210     |
| Préstimo e Macieira de Alcoba                       | Águeda             | 808       | 703       |
| Recardães e Espinhel                                | Águeda             | 6.036     | 5.759     |
| Travassô e Óis da Ribeira                           | Águeda             | 2,305     | 2.204     |
| Trofa, Segadães e Lamas do Vouga                    | Águeda             | 4.630     | 4.482     |
| Valongo do Vouga                                    | Águeda             | 4.877     | 4.637     |
| Albergaria-a-Velha e Valmaior                       | Albergaria-a-Velha | 10.568    | 11.058    |
| Alquerubim                                          | Albergaria-a-Velha | 2.381     |           |
| Angeja                                              | Albergaria-a-Velha | 2.073     |           |
| Branca                                              | Albergaria-a-Velha | 5.621     |           |
| Ribeira de Fráguas                                  | Albergaria-a-Velha | 1.713     |           |
| São João de Loure e Frossos                         | Albergaria-a-Velha | 2.896     |           |
| Amoreira da Gândara, Paredes do Bairro e Ancas      | Anadia             | 2.675     |           |
| Arcos e Mogofores                                   | Anadia             | 6.331     |           |
| Avelãs de Caminho                                   | Anadia             | 1.252     | 1.295     |
| Avelãs de Cima                                      | Anadia             | 2.185     |           |
| Moita                                               | Anadia             | 2.484     |           |
| São Lourenço do Bairro                              | Anadia             | 2.414     |           |
| Sangalhos                                           | Anadia             | 4.068     |           |
| Tamengos, Aguim e Óis do Bairro                     | Anadia             | 3.264     |           |
| Vila Nova de Monsarros                              | Anadia             | 1.713     |           |
| Vilarinho do Bairro                                 | Anadia             | 2.764     |           |
| Aradas                                              | Aveiro             | 9.157     | 10.088    |
| Cacia                                               | Aveiro             | 7.354     |           |
| Eixo e Eirol                                        | Aveiro             | 6.324     |           |
| Esgueira                                            | Aveiro             | 13.431    |           |
| Glória e Vera Cruz                                  | Aveiro             | 18.756    |           |
| Oliveirinha                                         | Aveiro             | 4.817     |           |
| Requeixo, Nossa Senhora de Fátima e Nariz           | Aveiro             | 4.564     |           |
| Santa Joana                                         | Aveiro             | 8.094     |           |
| São Bernardo                                        | Aveiro             | 4.960     |           |
| São Jacinto                                         | Aveiro             | 993       |           |
| Avanca                                              | Estarreja          | 6.189     |           |
| Beduído e Veiros                                    | Estarreja          | 10.047    |           |
| Canelas e Fermelã                                   | Estarreja          | 2.770     |           |
| Pardilhó                                            | Estarreja          | 4.176     |           |
| Salreu                                              | Estarreja          | 3.815     |           |
| Gafanha da Encarnação                               | Ílhavo             | 5.487     |           |
| Gafanha da Nazaré                                   | Ílhavo             | 15.240    |           |
| Gafanha do Carmo                                    | Ílhavo             | 1.758     |           |
| Ílhavo (São Salvador)                               | Ílhavo             | 16.470    |           |
| Bunheiro                                            | Murtosa            | 2.682     |           |
| Monte                                               | Murtosa            | 1.459     |           |
| Murtosa                                             | Murtosa            | 3.699     |           |
| Torreira                                            | Murtosa            | 2.745     |           |
| Bustos, Troviscal e Mamarrosa                       | Oliveira do Bairro | 6.429     |           |
| Oiã                                                 | Oliveira do Bairro | 7.722     | 7.864     |
| Oliveira do Bairro                                  | Oliveira do Bairro | 6.250     |           |
| Palhaça                                             | Oliveira do Bairro | 2.627     |           |
| Cortegaça                                           | Ovar               | 3.837     |           |
| Esmoriz                                             | Ovar               | 11.448    |           |
| Maceda                                              | Ovar               | 3.521     |           |
| Ovar, São João, Arada e São Vicente de Pereira Jusã | Ovar               | 29.744    |           |
| Válega                                              | Ovar               | 6.827     |           |
| Cedrim e Paradela                                   | Sever do Vouga     | 1.554     |           |
| Couto de Esteves                                    | Sever do Vouga     | 890       |           |
| Pessegueiro do Vouga                                | Sever do Vouga     | 1.852     |           |
| Rocas do Vouga                                      | Sever do Vouga     | 1.778     |           |
| Sever do Vouga                                      | Sever do Vouga     | 2.777     |           |
| Silva Escura e Dornelas                             | Sever do Vouga     | 2.318     |           |
| Talhadas                                            | Sever do Vouga     | 1.187     |           |
| Calvão                                              | Vagos              |           |           |
| Fonte de Angeão e Covão do Lobo                     | Vagos              |           |           |
| Gafanha da Boa Hora                                 | Vagos              |           |           |
| Ouca                                                | Vagos              |           |           |
| Ponte de Vagos e Santa Catarina                     | Vagos              |           |           |
| Santo André de Vagos                                | Vagos              |           |           |
| Sosa                                                | Vagos              |           |           |
| Vagos e Santo António                               | Vagos              |           |           |

1. ↑  INE (2021). «População da Região de Aveiro»
2. ↑  Diário da República, Reorganização administrativa do território das freguesias, Lei n.º 11-A/2013, de 28 de janeiro, Anexo I. Acedido a 19 de julho de 2013.
3. ↑  Diário da República, Reorganização administrativa do território das freguesias, Lei n.º 11-A/2013, de 28 de janeiro, Anexo I. Acedido a 19 de julho de 2013.
4. ↑  Diário da República, Reorganização administrativa do território das freguesias, Lei n.º 11-A/2013, de 28 de janeiro, Anexo I. Acedido a 19 de julho de 2013.